# 수지 스캔런
수재나 "수지" 스캔런(영어: Susannah "Susie" Scanlan, 1990년 6월 4일 ~ )은 미국의 펜싱 선수로 주 종목은 에페이다. 2012년 하계 올림픽을 앞두고 미국 펜싱 국가대표팀에 발탁되어 개인전과 단체전에 출전하였다. 스캔런은 2012년 하계 올림픽에 집중하기 위해 프린스턴 대학교 휴학을 결정했다.
스캔런은 여자 에페 개인전에서 그녀는 64강에서 우크라이나의 올레나 크리비츠카에게 13-15로 패하며 탈락하였다. 이후, 그녀는 단체전에서 마야 로렌스, 코트니 헐리, 켈리 헐리와 함께 동메달을 획득하였다.